# Speech & Debate
Speech & Debate é um filme de 2017 dirigido por Dan Harris. É uma adaptação da peça de teatro de mesmo nome da Broadway.
As gravações foram iniciadas em 8 de agosto de 2015 em Jackson (Mississippi).

## Sinopse
Cansados da hipocrisia que vêem em seus pais e nos membros do conselho escolar, um trio de alunos decide reviver um extinto clube de debate escolar.

## Elenco
- Liam James .... Solomon
- Sarah Steele .... Diwata
- Austin P. McKenzie .... Howie
- Roger Bart .... Diretor Bellingham
- Janeane Garofalo .... Marie
- Wendi McLendon-Covey .... Joan
- Kal Penn .... James
- Kimberly Williams-Paisley .... Susan
- Skylar Astin .... Walter Healy
- Lin-Manuel Miranda .... The Genie
- Ryan Lee as Mark
- Lucy DeVito .... Lucy
- Sarah Baker .... Ms. Riggi
- Lester Speight .... Scary Bouncer
- Jeremy Rowley .... Gary Crenshaw

## Recepção
No agregador de críticas dos Estados Unidos, o Rotten Tomatoes, na pontuação onde a equipe do site categoriza as opiniões da  grande mídia e da mídia independente apenas como positivas ou negativas, o filme tem um índice de aprovação de 55% calculado com base em 11 comentários dos críticos. Por comparação, com as mesmas opiniões sendo calculadas usando uma média aritmética ponderada, a nota alcançada é 6,4/10.
Em outro agregador de críticas também dos Estados Unidos, o Metacritic, que calcula as notas das opiniões usando somente uma média aritmética ponderada de determinados veículos de comunicação em maior parte da grande mídia, tem uma pontuação de 46/100, alcançada com base em 5 avaliações da imprensa anexadas no site, com a indicação de "revisões mistas ou neutras."
Em sua crítica no Los Angeles Times, Gary Goldstein disse que "embora a história, que parece um pouco ultrapassada, nunca se aprofunde muito em seus problemas centrais (hipocrisia, solidão, censura, encontrar a voz), a direção animada de Dan Harris e as reviravoltas ágeis dos jovens protagonistas do filme prevalecem".

## Trilha sonora
1. "Opening Rant" (Jeremy Rowley)
2. "No Trouble" (Alex Rhodes)
3. "Diwata's Audition" (Sarah Steele)
4. "Tonight" (Magic Man)
5. "Crap Sandwich, Part One" (Sarah Steele)
6. "King" (Years & Years)
7. "Crap Sandwich, Part Two" (Sarah Steele)
8. "More Weight (Sarah Steele)
9. "Group Interpretation Intro" (Sarah Steele)
10. "Hold It in" (Sarah Steele & Austin P.  McKenzie)
11. "Solomon's Speech" (Liam James)
12. "Freedom! '90" (George Michael)
13. "Losers Are Winners" (Flying Free) (Kristin Chenoweth)
14. "End Titles" (Deborah Lurie)
15. "Know Me Better" (Faixa bônus) (Austin P.  McKenzie)[6]